# Henri Galeron
 (juillet 2025).
Henri Galeron (né le 4 décembre 1939 à Saint-Étienne-du-Grès dans les Bouches-du-Rhône) est un illustrateur français.

## Biographie
Henri Galeron est formé à l'École des beaux-arts de Marseille dont il sort diplômé en 1961.
Entré aux éditions Nathan en 1967, il y assume la direction artistique des jeux éducatifs de 1972 à 1974. Il devient ensuite illustrateur indépendant et publie Le Kidnapping de la cafetière, à New York chez l'éditeur Harlin Quist qui sera suivi de nombreux autres. Prix Honoré en 1985, il se voit à cette occasion dédier une monographie par François Vié, sous le titre Henri Galeron, une image à l'envers, une image à l'endroit, chez Gallimard.
En 1997, il dessine une première série de six timbres pour La Poste française.
Il enseigne à l'École Émile-Cohl de Lyon de 1987 à 1990 et travaille principalement pour l'édition et pour la presse : Gallimard et Bayard presse. Il illustre également des recueils de poésie chez Motus. On lui doit aussi de nombreuses couvertures pour les collections de poche : Folio, Folio Junior, Le Livre de Poche, etc.. Il se partage avec Jean-Michel Nicollet entre 1995 et 2001 la création des dessins de couverture de la version française des livres Chair de poule de R.L. Stine, dont les illustrations sont toujours utilisées dans les rééditions récentes de la collection. 
En 2013, il réalise les décors et les costumes de L'enfant et les sortilèges de Ravel et Colette mis en scène par Alexandre Camerlo pour l'Opéra du Capitole à Toulouse. 

## Publications

### Chez Grasset Jeunesse
- Moa, Toa, Loa et leur cousin Tagada, Guy Monréal (1973)
- La Dompteuse et le musicien, Charles Charras (1973)

### Chez Harlin Quist
- Le Kidnapping de la cafetière, Kaye Saari (1974)
- Ça n'a pas d'importance, Alain Diot (1975)
- Moka, Mollie, Max et moi, Albert Cullum (1976)
- Quand, Henri Galeron (1977)
- Nestor, Quatre chevaux dans une boîte, David McNeil (1977)
- L'Oubli de noé, John Goldthwaite (1978)
- L'Ile du droit à la caresse, Daniel Mermet (1998)

### Chez Gallimard, dans la collection «Mes premières découvertes»
- J'observe le cinéma, avec Claude Delafosse et Stéphane Mattern (1990)
- Le Dinosaure (1991)
- Plus ou moins (1992)
- Le Vêtement (1993)
- Le Canard (1997)
- Le Cheval (1998)
- Le Chien (1998)
- Le Chat (1998)
- La Girafe (2004)
- Le Perroquet (2006)

### Chez Gallimard, dans d'autres collections
- Voyage au pays des arbres, Jean-Marie Gustave Le Clézio, 1978
- La Pêche à la baleine, Jacques Prévert, 1979
- Histoires Naturelles, Jules Renard, Okapi/Gallimard, 1979
- Le Doigt magique, Roald Dahl, 1979
- En cherchant la petite bête, Jacques Charpentreau, 1980
- Par la barbichette, Simone Charpentreau, 1981
- Le Pont, Franz Kafka, 1981
- Le Poney rouge, John Steinbeck, 1981
- Lettre d'anniversaire, Lewis Carroll, 1982
- Le Ciel, le jour et la nuit, Jean-Pierre Verdet, 1984
- La Vengeance de Magnum, Alphonse Allais, 1987
- Étranges animaux de la préhistoire, Marie Farré, 1988
- Les Animaux de la ferme, 2001
- Pluie vent soleil, 2002
- La Littérature dès l'alphabet, 2002
- Tom et son ombre, Zoé Galeron, 2006
- Le Vilain petit canard, Hans Christian Andersen, 2006
- L'Aventure des sept horloges, Conan Doyle, 2007
- Sept Contes, Michel Tournier, Gallimard Folio Junior, 2008
- Poucette, Hans Christian Andersen, Gallimard Jeunesse 2008 - Gallimard Folio Benjamin, 2009
- Le Loup et les 7 Cabris - Les Musiciens de la ville de Brême, Jacob et Wilhelm Grimm, Gallimard Jeunesse, 2009

### Chez Motus
- Nasr Eddin, le Hodja raconté par Jean-Louis Maunoury 1996
- Le Rap des rats, Michel Besnier 1999
- Les Enfants de la lune et du soleil, François David 2001
- Poèmes sans queue ni tête d'Edward Lear et François David 2004
- Mes poules parlent, Michel Besnier, 2004
- Poèmes sans queue ni tête d'après Edward Lear, 2004
- Je dors parfois dans les arbres, Paul Vincensini, 2007
- Mon Kdi n’est pas un Kdo, Michel Besnier, 2008
- Bouche cousue, François David, 2010
- Les Bêtes curieuses, François David, 2011
- Dans mon oreille, Philippe Annocque, 2013
- Papillons et Mamillons, François David, 2015
- Le bout du bout, François David, 2018
- La cuisine au beurre noir, Michel Besnier, 2019
- Nom d'un chien, François David, 2020

### Chez d'autres éditeurs
- Voluminis, Michel Chaillou, CPLJ, 1993
- Une petite flamme dans la nuit, François David, Bayard Éditions Jeunesse, 1996
- Comptines pour donner sa langue au chat, François David, Acte Sud, 1998
- Illustration de couverture de Un rival pour l'étalon noir, Walter Farley, Éditions Hachette Livre - Bibliothèque verte, 2000
- Illustration de couverture de Le Fils de l'étalon noir, Walter Farley, Éditions Hachette - Bibliothèque verte, 2000
- Comment chasser un monstre ? Fastoche !, Marie-Ange Guillaume, Éditions du Seuil, 2003
- Aïe! un poète!, Jean-Pierre Siméon, Éditions du Seuil, 2003
- L'Ile du droit à la caresse, Daniel Mermet, Éditions du Panama, 2006
- L’homme qui voulait apprendre à marcher aux poissons, d’après Edward Lear, éditions Patrick Couratin pour Panama, 2008
- Monsieur de Marie-Ange Guillaume, Éditions Patrick Couratin pour Panama, 2008 ; rééd. Les Grandes Personnes, 2011
- Chacun son tour, Gilbert Lafaille, Patrick Couratin - Les Grandes Personnes, 2010
- Le Chacheur, Bernard Azimuth, Les Grandes Personnes, 2011
- Paysajeux, Henri Galeron, Les Grandes Personnes, 2012
- Trois contes : Conte à Sara ; Le Crocodile et l’Autruche ; La Vengeance de Magnum de Alphonse Allais, 2014
- ABCD, Henri Galeron, Les Grandes Personnes, 2017
- La vie cachée de la forêt, M.A. Gaudrat, Les Arènes, 2019
- Virelangues et Trompe-oreilles, Henri Galeron, Les Grandes Personnes, 2021
- Jean de la Fontaine-Fables, Les Grandes Personnes, 2021

### Livres / disques
- Émilie Jolie, Philippe Chatel, RCA 1979 - Sony Music 2009
- Berceuses du monde entier (avec tableau en relief) Le Chant du Monde, 1983
- Histoires à musique, Steve Waring, Le Chant du Monde, 1994
- Fais-voir le son, Steve Waring, Le Chant du Monde, 1995

## Autres travaux d'illustration

### Affiches de cinéma et de théâtre
- Le Cri (Antonioni), les films Galatée, 1979
- Old boy friends (Joan Tewkesbury), les films Galatée, 1979
- Comme chez nous (Marta Meszaros) Swann-Diffusion, 1979
- Pierre Arditi / Tailleur pour dames (Feydeau / Poiret) Théâtre des Bouffes Parisiens / Paris, 1984
- Le Cirque de Pékin à Paris 1987-1988 - Crapule Production / Alap
- Éclat Festival Européen de Théâtre de rue / Aurillac - Crapule Productions, 1988
- Ballet de Lausanne (Maurice Béjart), Palais des Congrès, 1988
- Le Cirque de Moscou sur glace, Paris, 1990 / Bordeaux, 1991
- Belmondo / Tailleur pour dames (Feydeau / Poiret) Théâtre de Paris - acrylique, 1993
- La nuit des musiciens Paris - Crapule Productions, 1993

### Timbres-poste (pour la Poste française)
- Le Voyage d’une lettre, série de six timbres, 1997
- Meilleurs vœux, 1998
- La Lettre au fil du temps, série de six timbres, 1998
- Fêtes de fin d’année, Croix rouge française, 2000
- Rocamadour, 2002
- La Terre, trois timbres dans un carnet collectif, 2011
- Vacances, carnet de 12 timbres verts, 2014
- Coqs de France, carnet de 12 timbres verts, 2016
- Poissons de mer, carnet de 12 timbres verts, 2019
- Contes merveilleux, carnet de 12 timbres verts, 2022

## Expositions

### Expositions personnelles
- Librairie L’Échappée Belle, Paris, 1976
- Librairie-Galerie L’Envers du Miroir, Nantes, 1982
- Agence Bélier Conseil, Neuilly-sur-Seine, 1982
- Mecanorma Graphic Center, Paris, 1985
- Centre Saint-Martial, Angoulême, 1986
- Librairie de l’Université, Grenoble, 1988
- Centre Culturel de Watermael-Boitsfort, Bruxelles, 1989
- B.N.P. Saint Germain-des-Prés, Paris, 1989
- les 10 ans de la Librairie Am Stram Gram, Bruxelles, 1989
- Bibliothèque Centrale, Nivelles (Belgique), 1990
- Fête du Livre, Toulon, 1990
- Festival du Livre Enfance-Jeunesse, Aubagne, 1991
- Fondation Vasarely, Aix-en-Provence, 1991
- Collège d’échanges Contemporains, Saint-Maximin, 1992
- Galerie d’Art du Casino, Saint-Céré, 1999
- Bibliothèque Municipale, Amiens, 2000
- Médiathèque Hermeland, Saint-Herblain, 2002
- Musée Roybet-Fould, Courbevoie, 2005
- Médiathèque de Limoges, Limoges, 2005
- Musée des Beaux-arts, Châlons-en-Champagne, 2006
- Bibliothèque de l’Alcazar, Marseille, 2007/2008
- Bibliothèque André Malraux, Paris, 2009
- Médiathèque de Chambéry, 2009
- Festival des Illustrateurs, Salon d’honneur de l’Hôtel de Ville de Moulins, 2011
- Focus sur Henri Galeron, Beaugency, 2015
- Illustrations originales, Bibliothèque du Parc Ronsard, Vendôme, 2015
- ABCD, Les libraires associés, Paris, 2017

### Expositions collectives
- L’Enfant et les images, Musée des Arts Décoratifs, Paris, 1973-1974
- Encore les Livres d’Harlin Quist, MAFIA, Moulin de la Galette, Paris, 1974
- European Illustration, Design Center, Londres, 1976
- Galerie Harlin Quist, Paris, 1977
- Les Livres d’Harlin Quist, Artcurial, Paris, 1979
- Une année d’illustration européenne, FNAC Forum, Paris, 1980
- Naissance d’une image, Jardin de la Paresse, Paris, 1980
- Livres de notre enfance, Musée Tavet-Delacour, Pontoise, 1981
- Galerie Tête d’Affiche, Paris, 1882
- Images pour les nuages, Musée d’Art Moderne, Paris, 1983
- Destination Jungle, Gallimard, Mecanorma Graphic Center, Paris, 1984
- Les Images racontent..., B.P.I., Centre Pompidou, Paris, 1984
- La Littérature en couleur, Musée d’Art Moderne, Paris, 1984
- Images à la page, B.P.I., Centre Pompidou et CAC d’Angoulême, 1984/1985
- L’Illustration pour enfants en France, Institut Français, Mexico, 1986
- Illustrateurs de Prévert' Centre Culturel de Cherbourg, 1987
- Les 10 ans de la “Parenthèse”, Liège (Belgique), 1987
- Iles, Galerie de la B.P.I., Centre Pompidou, 1987
- Les Chemins de l’Illustration, Itinérante entre 1987 et 1989, Lisbonne, Erlangen, Thessalonique, Nicosie, Tel Aviv, Angoulême, Madrid, Marseille
- Images en jeu, Bibliothèque Forney, Paris, 1988
- Du coq à l’âne, Musée Jenisch, Vevey (Suisse), 1990
- Dessine-moi un mouton, Musée des arts décoratifs, Paris, 1994
- S’il vous plaît, dessine-moi la nuit, Bologne, Turin, Florence 1995 / Milan, 1996
- Profession Dessinateur, LARC Scène Nationale, Le Creusot, 1996
- Les Livres d’Harlin Quist, Salon du Livre de Jeunesse, Montreuil, 1997
- The Art of Harlin Quist Books, Institut de France, New-York, 1999
- La Parade des animaux (15 illustrations), Salon du Livre de Jeunesse, Montreuil, 2005
- Les livres d'Harlin Quist & François Ruy-Vidal, Les libraires associés, Paris 2013
- Les Maîtres de l'Imaginaire, Médiathèque de Strasbourg, 2017 - Les libraires associés, Paris 2018 - Tsinghua University Art Museum, Chine 2020-2021
- ABCD, Galerie Gallimard, Paris, 2021
- Jean de la Fontaine-Fables, Centre André François, Margny-lès-Compiègne, 2021